# Instanța amînă pronunțarea
Instanța amînă pronunțarea este un film românesc din 1976 regizat de Dinu Cocea. Rolurile principale au fost interpretate de actorii Ion Caramitru, Radu Beligan și Valeria Seciu.

## Distribuție
Distribuția filmului este alcătuită din:
- Ion Caramitru — Tiberiu Moga, judecătorul anchetator
- Radu Beligan — Lupaș, directorul general al întreprinderii miniere
- Valeria Seciu — Anca Moga, educatoare, soția judecătorului
- George Motoi — ing. Andrei Buzescu, directorul minei, care a lucrat un timp pe post de consilier în minister
- Tanți Cocea — mama directorului Buzescu
- Colea Răutu — Găvrilă T. Găvrilă, miner în vârstă, membru al Comitetului Oamenilor Muncii
- Constantin Guriță — ing. Filip Varga, șeful unui sector al minei, inculpat în proces
- Gilda Marinescu — Eleonora Varga, soția inginerului Varga
- Octavian Cotescu — Bârsan, președintele Tribunalului Județean
- Constantin Diplan — ing. Titus Mureșan, căpitanul echipei de fotbal „Minerul”, transferat ca profesor la o școală tehnică
- Gheorghe Cozorici — Mareș, secretarul comitetului de partid al minei, victima accidentului de muncă
- Ileana Iurciuc — Angela, dactilografa tânără de la mină
- Virgil Mogoș Rață — avocatul apărării din procesul ing. Varga
- Andrei Semaca — Radu Varga, fiul ing. Varga, elev la un liceu industrial
- Mihai Ienculescu — Vărzaru, șeful Serviciului Aprovizionare
- Dorina Apetroaiei — Mioara, funcționara blondă din Serviciul Aprovizionare
- Draga Olteanu-Matei — dactilografa care a redactat documentația ing. Varga
- Florin Piersic — ing. Murea, fostul șef al unui sector al minei, care a fost detașat doi ani în Africa
- Jean Constantin — Costică Cârlig, fost gestionar al restaurantului „Brădetul”, condamnat la 2 ani și jumătate de închisoare pentru bișniță, actualmente ospătar
- Eugenia Jurcă
- Gabriel Iosif Chiuzbaian
- Edmond Iliescu
- Ion Săsăran — Dincă, șeful Serviciului Administrativ
- Alexe Tudor
- Mihaela Onete
- Teodor Crăciun
- Miron Murea
- Gavrilă Bărbuș
- Tiberiu Puica
- Ion Ciugudean
- Decebal Celea
- Irina Tecla
- Virgil Andronic
- Dinu Cocea — procurorul din procesul ing. Varga (nemenționat)
- Nineta Gusti — gazda judecătorului Moga (nemenționată)

## Primire
Filmul a fost vizionat de 1.981.774 de spectatori în cinematografele din România, după cum atestă o situație a numărului de spectatori înregistrat de filmele românești de la data premierei și până la data de 31 decembrie 2014 alcătuită de Centrul Național al Cinematografiei.